# Луцкий драгунский полк
Луцкий драгунский полк — кавалерийская воинская часть Русской императорской армии, сформированная в 1705 году и упразднённая в 1771 году.

## История

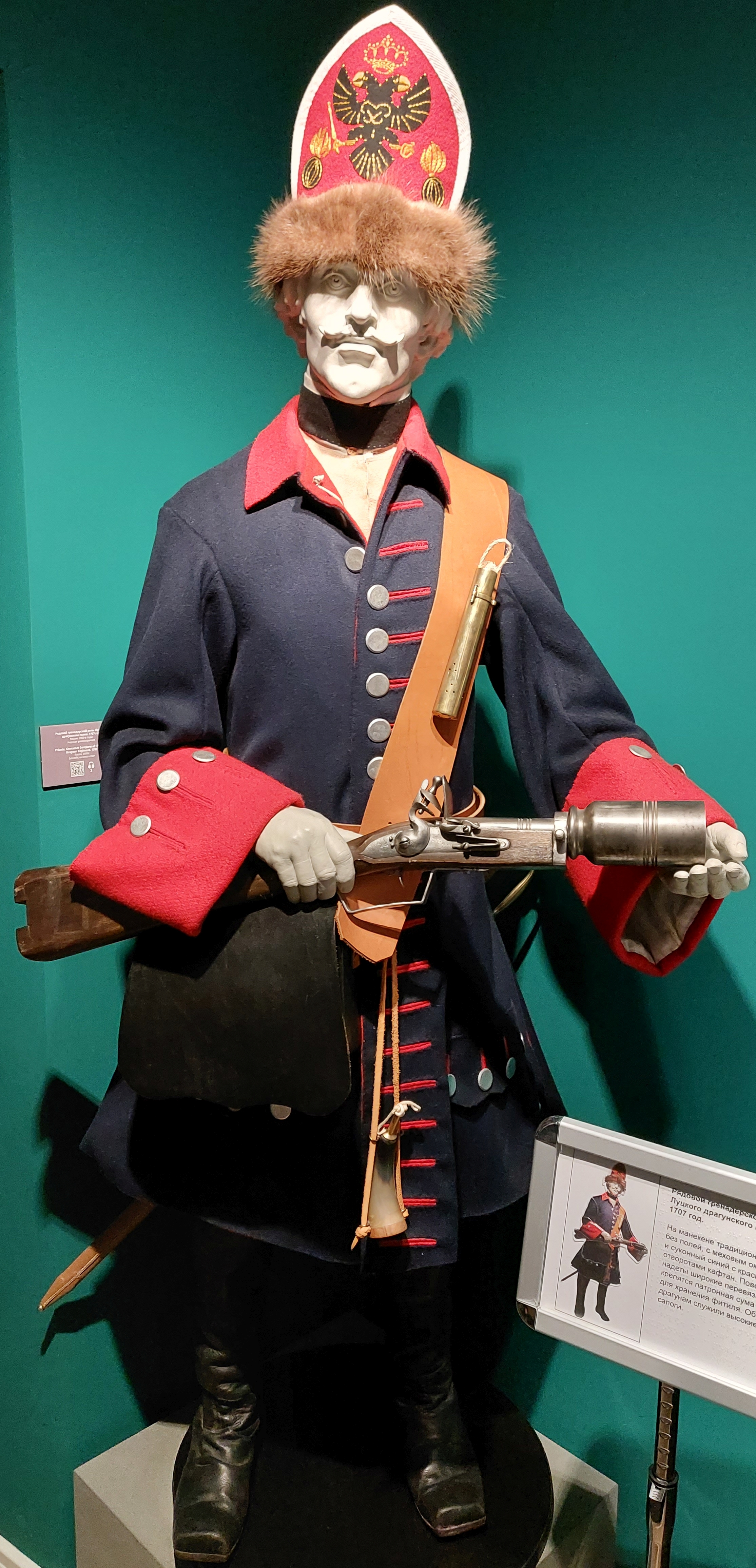
Рядовой гренадерской роты Луцкого драгунского полка. 1707 год

Осенью 1705 года в Копорье из дворян и конных казаков Новгородского разряда сформирован Драгунский подполковника князя Тимофея Никитича Путятина полк в составе 1 гренадерской и 10 драгунских рот.
10 марта 1708 года полк переименован в Луцкий драгунский полк.
23 января 1709 года гренадерская рота выделена на сформирование Драгунского-гренадерского полковника фон-дер-Роппа полка.
В 1711 году утверждён штат полка в составе 10 драгунских рот.
10 мая 1725 года из Драгунского полковника фон-дер-Роппа полка возвращена гренадерская рота, взамен выделена 8-я драгунская рота.
16 февраля 1727 года полк переименован во 1-й Казанский драгунский полк, но 13 ноября того же года переименован обратно в Луцкий драгунский полк.
28 октября 1731 года гренадерская рота расформирована, с распределением чинов по драгунским ротам.
К концу 1745 года переведён из Казанской губернии в Туринский уезд Сибирской губернии.
30 марта 1756 года приказано полк привести в состав 1 гренадерских и 10 драгунских рот, с артиллерийской командой.
25 апреля 1762 года полк наименован Драгунским генерал-майора князя Путятина полком, но 5 июля 1762 года полк вновь переименован в Луцкий драгунский полк.
8 января 1765 года повелено полк переформировать в 5-эскадронный состав.
31 августа 1771 года Луцкий драгунский полк упразднён, а его личный состав направлен на формирование лёгких полевых команд на Оренбургской и Сибирской линиях.

## Боевые действия
Полк принял участие в Северной войне. В октябре 1706 года выступил для осады Выборга.
15 июня 1708 года участвовал во взятии крепости на р. Семь.
22 марта 1710 года полк прибыл под Выборг для участия в его осаде.
15 августа 1712 года выступил в Финляндию.
С июня 1713 года вновь под Выборгом. 21 августа участвовал в деле при кирке Карис-Ланебдо, 6 октября — в сражении на р. Пелкиной.
В ходе войны с Турцией в 1736 году участвовал в походе на Крым.
2 июля 1737 года участвовал в штурме Очакова.
В 1738 году участвовал в походе за Днестр, после чего находился на охране границ.
22 июля 1739 года принял участие в деле у Синковиц.

## Командиры
- 1705—хххх — полковник князь Путятин, Тимофей Никитич